# Alf och Yngve

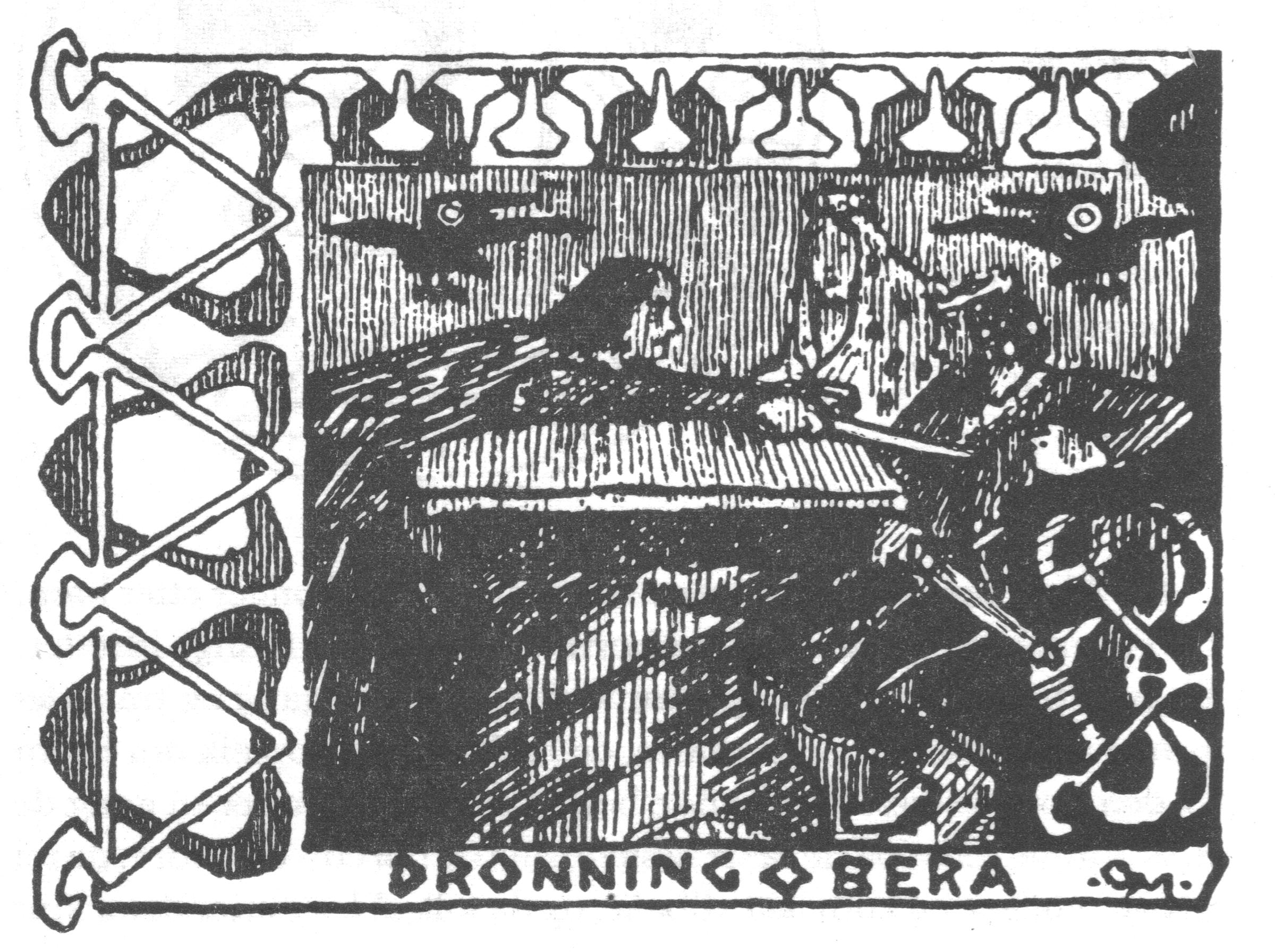
Alf, Bera och Yngve vid dubbeldråpet, såsom Gerhard Munthe föreställde sig dramat på 1890-talet.

Alf och Yngve var två bröder och samregerande svenska sagokungar enligt Snorre Sturlassons Ynglingasaga. De var söner till Alrik. Alf skall ha varit son till Dageid och gift med Bera. Enligt Snorre var Yngve en stor krigare och idrottsman, stark och hård i strid, vacker och god idrottsman, givmild och gladlynt, medan Alf var tyst, stolt och omedgörlig, och satt hemma utan att gå i strid. Yngve hade sönerna Erik och Jörund, Alf sonen Hugleik.
Snorre berättar att en höst när Yngve kom till Uppsala efter att ha varit i viking satt han ofta uppe om kvällen och drack med Bera, sedan Alf hade gått och lagt sig. Han var missnöjd över detta och bad henne flera gånger gå och lägga sig samtidigt som honom, varpå hon svarade att den kvinna som var gift med Yngve och inte Alf kunde skatta sig lycklig. En kväll gick därför Alf in i salen där de satt och talade med varandra, och drog ett svärd ur sin kappa och stack ner Yngve. Denne hade dock hunnit dra sitt svärd och högg i sin tur ner Alf, varefter de båda dog och lades i högar på Fyrisvallarna.
De efterträddes av Alfs son Hugleik.